# Heusden Koers 2012
De 64e editie van de Belgische wielerwedstrijd Heusden Koers werd verreden op 14 augustus 2012. De start en finish vonden plaats in Heusden. De winnaar was Timothy Dupont, gevolgd door Tijmen Eising en Olivier Pardini.

## Uitslag
| Heusden Koers 2012 |                   |                                 |          |
| Plaats             | Naam              | Ploeg                           | Tijd     |
| Winnaar            | Timothy Dupont    | Bofrost-Steria Continental team | 3u39'00" |
| 2                  | Tijmen Eising     | Sunweb-Revor                    | z.t.     |
| 3                  | Olivier Pardini   | Colba-Superano Ham              | z.t.     |
| 4                  | Niels Wytinck     | An Post-Sean Kelly              | z.t.     |
| 5                  | Maxime Vantomme   | Katusha Team                    | z.t.     |
| 6                  | Samuel Spokes     | Selectie-Australië              | z.t.     |
| 7                  | Iljo Keisse       | Omega Pharma-Quick Step         | z.t.     |
| 8                  | Tom Thill         | Differdange-Magic Sportfood.de  | z.t.     |
| 9                  | Pieter Ghyllebert | An Post-Sean Kelly              | z.t.     |
| 10                 | Laurens De Vreese | Topsport Vlaanderen-Mercator    | z.t.     |

1929 · 1930-1935 · 1936 · 1937 · 1938 · 1939 · 1952 · 1953 · 1954 · 1955 · 1956 · 1957 · 1958 · 1959 · 1960 · 1961 · 1962 · 1963 · 1964 · 1965 · 1966 · 1967 · 1968 · 1969 · 1970 · 1971 · 1972 · 1973 · 1974 · 1975 · 1976 · 1977 · 1978 · 1979 · 1980 · 1981 · 1982 · 1983 · 1984 · 1985 · 1986 · 1987 · 1988 · 1989 · 1990 · 1991 · 1992 · 1993 · 1994 · 1995 · 1996 · 1997 · 1998 · 1999 · 2000 · 2001 · 2002 · 2003 · 2004 · 2005 · 2006 · 2007 · 2008 · 2009 · 2010 · 2011 · 2012 · 2013 · 2014 · 2015 · 2016 · 2017 · 2018 · 2019 · 2020 · 2021 · 2022 · 2023